# Orepukia sorenseni
Orepukia sorenseni – gatunek pająka z rodziny Cycloctenidae.

## Taksonomia
Gatunek ten opisany został po raz pierwszy w 1973 roku przez Raymonda Roberta Forstera i Cecila Louisa Wiltona w czwartej części monografii poświęconej pająkom Nowej Zelandii. Jako miejsce typowe wskazano Orepuki w Southlandzie.

## Morfologia
Holotypowy samiec ma karapaks długości 3,4 mm i szerokości 2,2 mm oraz opistosomę (odwłok) długości 3,3 mm i szerokości 2 mm. Allotypowa samica ma karapaks długości 3,2 mm i szerokości 2 mm oraz opistosomę długości 3,2 mm i szerokości 2,3 mm. Karapaks ma wyraźne jamki o lekko wyniesionych bocznych brzegach. Ośmioro oczu rozmieszczonych jest w dwóch prostych w widoku grzbietowym rzędach. W widoku od przodu przedni rząd oczu również jest prosty. Rudobrązowe szczękoczułki mają po 2 zęby na przednich krawędziach bruzd i po 2 zęby na ich krawędziach tylnych. Warga dolna ma ząbkowaną krawędź przednią, lekko zbieżne brzegi boczne i wcięcie u podstawy. Szczęki są dwukrotnie dłuższe niż szerokie. Nieco szersze niż dłuższe sternum ma prosty brzeg przedni i pofalowane brzegi boczne. Odnóża są rudobrązowe. Kolejność par odnóży od najdłuższej do najkrótszej to: IV, I, II, III. Pazurki górne mają 10 lub 11 ząbków, zaś pazurki dolne 4 ząbki. Opistosoma samicy ma wierzch z trzema lub czterema jasnymi szewronami z tyłu. Kądziołki przędne przedniej pary są grubsze niż tylnej. Stożeczek jest trzykrotnie szerszy niż dłuższy.

## Ekologia i występowanie
Gatunek ten jest endemitem Nowej Zelandii, znanym tylko z regionu Southland, z Wyspy Południowej i Wyspy Stewart. Spotykany był pod butwiejącymi kłodami.